# 6168 Isnello
A 6168 Isnello (ideiglenes jelöléssel 1981 EB1) a Naprendszer kisbolygóövében található aszteroida. Henri Debehogne és Giovanni de Sanctis fedezte fel 1981. március 5-én.